# Elecciones estatales de Veracruz de 1986
Las Elecciones estatales de Veracruz de 1986 se llevaron a cabo el domingo 7 de septiembre de 1986, y en ellas se renovaron los siguientes cargos de elección popular en el estado mexicano de Veracruz:
- Gobernador de Veracruz. Titular del Poder Ejecutivo del estado, electo para un periodo de seis años no reelegibles en ningún caso. El candidato electo fue Fernando Gutiérrez Barrios.

## Resultados electorales

### Gobernador
|  | 3.8 % |

|  | 85.9 % |

|  | 0.6 % |

|  | 0.5 % |

|  | 3.1 % |

|  | 1.2 % |

|  | 4.0 % |

|  | 0.4 % |

|  | 0.5 % |